# XB-31 (航空機)
XB-31（英語 Douglas XB-31、メーカ内名称Douglas Model 423）とは、アメリカ合衆国の航空機メーカーのダグラス社が1940年代前半に開発しようとした大型重爆撃機計画である。

## 概要
アメリカ陸軍航空隊の陸軍航空部長のヘンリー・H・アーノルド大将は長距離爆撃を構想していたが、1939年9月に、ヨーロッパにおいて戦争が開始されたのを受けて、アメリカ陸軍は超長距離爆撃機計画(Very long range)を1939年12月2日に承認した。これは、2万ポンドの爆弾を搭載し、8,500km以上の航続距離を持つ爆撃機の開発計画であった。
1940年1月に航空メーカー各社に仕様が示され、ダグラス社が計画案として提出したのが「B-31設計案」であった。他社の案に比べ著しく巨大な機体になるはずであった。しかしながら、実際に開発され、実戦配備されたのはボーイング社のB-29とコンベア社のB-32であった。
ダグラス社はボーイング案の方が有利であるとして、「B-30設計案」を提出していたロッキードとともに、詳細設計完了前に競争から撤退した。そのため設計プランだけに終わった。

## 機体仕様案
- 乗員 12名
- 全長 35.7m
- 全幅 63.1m
- 翼面積 310m2
- 機体重量 49,530Kg
- 最大離陸重量 98,800Kg
- エンジン ライト R-3350-13「サイクロン」4発（再設計ではプラット・アンド・ホイットニー R-4360に変更）
- 出力 2200馬力×4

## 武装（予定）
- 12.7mm機関砲 4門
- 37mm尾部キャノン砲 1門
- 弾薬 11,000Kg